# Gustav Rossmann

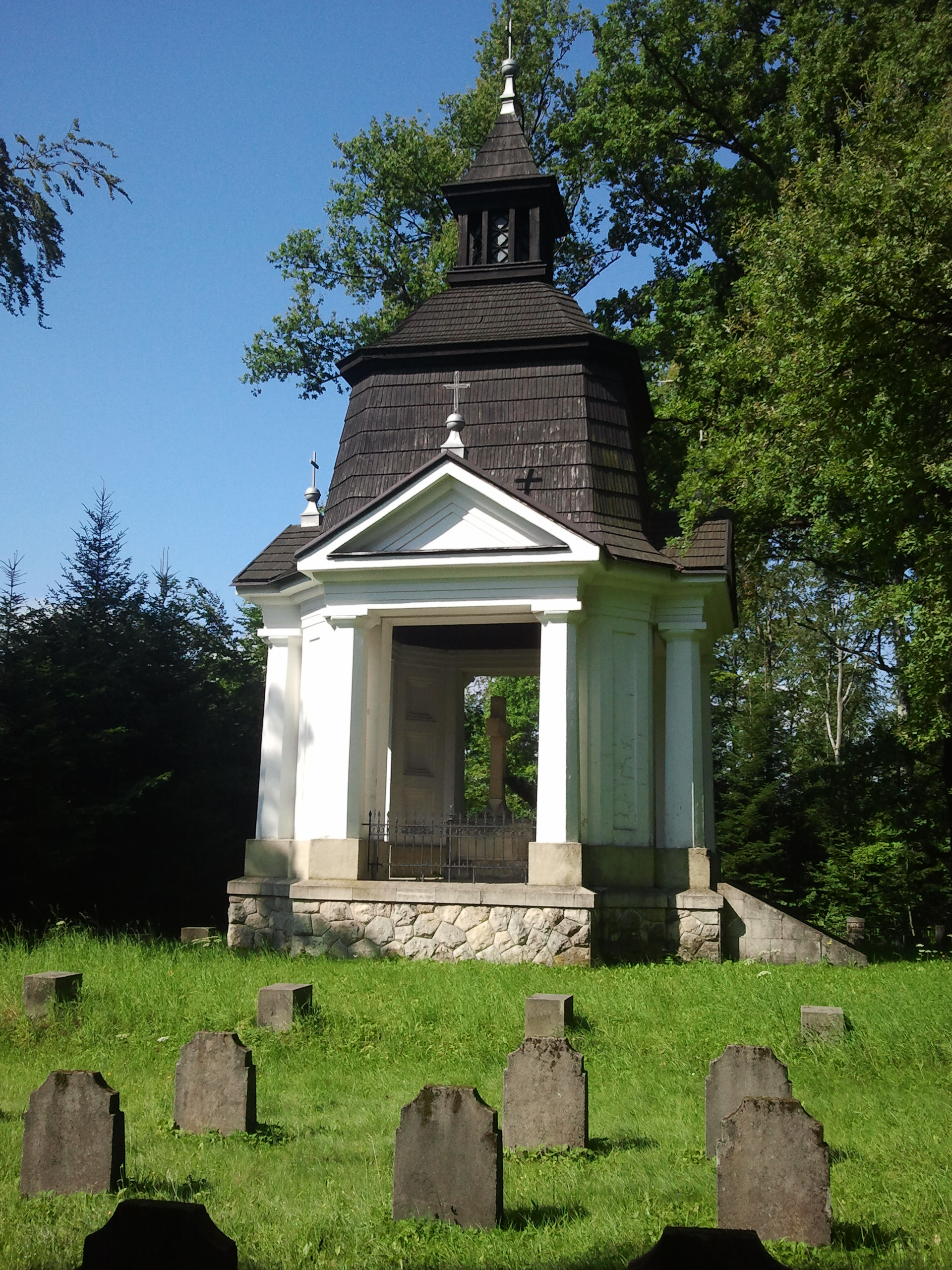
Kaplica na cmentarzu wojennym nr 192

Gustaw Rossmann – niemiecki architekt, podporucznik w stanie spoczynku z Düsseldorfu.

## Życiorys
Pochodził z Moraw, kształcił się u Otto Wagnera.
Od 1 czerwca 1917 roku został mianowany kierownikiem artystycznym i głównym architektem Oddziału Grobów Wojennych C. i K. Komendantury Wojskowej w Krakowie w Okręgu V – "Pilzno". Rossmann brał udział także w wewnętrznych konkursach na wystroje cmentarzy reprezentacyjnych poza swoim okręgiem. Jego prace możemy zobaczyć także w VI Okręgu „Tarnów”, gdzie zaprojektował największą w Zachodniej Galicji krytą gontem neobarokową kaplicę  dla cmentarza  nr 192 w Lubczy Szczepanowskiej.

## Projekty
Do zaprojektowanych przez niego cmentarzy wojennych należą między innymi: 
- Cmentarz wojenny nr 217 - Januszkowice
- Cmentarz wojenny nr 219 – Błażkowa
- Cmentarz wojenny nr 221 – Klecie
- Cmentarz wojenny nr 222 – Brzostek
- Cmentarz wojenny nr 223 - Brzostek
- Cmentarz wojenny nr 224 - Brzostek
- Cmentarz wojenny nr 225 - Brzostek
- Cmentarz wojenny nr 226 – Zawadka Brzostecka
- Cmentarz wojenny nr 227 – Gorzejowa
- Cmentarz wojenny nr 228 – Przeczyca
- Cmentarz wojenny nr 229 – Skurowa
- Cmentarz wojenny nr 230 – Dęborzyn
- Cmentarz wojenny nr 231 – Jodłowa
- Cmentarz wojenny nr 232 – Jodłowa
- Cmentarz wojenny nr 234 – Lubcza
- Cmentarz wojenny nr 235 – Słotowa
- Cmentarz wojenny nr 236 – Pilzno
- Cmentarz wojenny nr 237 – Pilzno
- Cmentarz wojenny nr 238 – Parkosz
- Cmentarz wojenny nr 239 – Łęki Dolne
- Cmentarz wojenny nr 240 – Czarna
- Cmentarz wojenny nr 241 – Róża
- Cmentarz wojenny nr 242 – Zasów
- Cmentarz wojenny nr 243 – Jastrząbka Stara